# Kareli
Kareli (karelsko karjalaižet, karjalazet, karjalaiset, finsko  karjalaiset, švedsko kareler, karelare, rusko  Карелы) so baltska finska etnična skupina, avtohtona v zgodovinski regiji Kareliji, ki je danes razdeljena med Finsko in Rusijo. Karelci, ki živijo v ruski Kareliji, veljajo za posebno etnično skupino, ki je tesno povezana s finskimi Kareli. Slednji veljajo za podskupino Fincev. Razlike so posledica vojn za Karelijo, ki sta si jo nazadnje razdelila Švedska in Novgorodska republika. Kareli so zaradi razdelitve ozemlja živeli v različnih kulturnih sferah. 
V Rusiji večina Karelov živi v Republiki Kareliji, kjer se štejejo za etnično skupino, in sosednjih severozahodnih delih države. Tradicionalno govorijo karelski jezik in so pravoslavni kristjani. Obstajajo tudi pomembne karelske enklave v regijah Tver in Novgorod, saj so se nekateri Kareli preselili na ta območja po rusko-švedski vojni 1656-1658.
Na Finskem se naziv Kareli na splošno nanaša na finske Karele, ki so podskupina Fincev. V najbolj vzhodnih delih finske Karelije, znanih kot "obmejna Karelija" (Raja-Karjala), so živeli karelsko govoreči Kareli. Ker je morala Finska po drugi svetovni vojni prepustiti dele Karelije Sovjetski zvezi, so se evakuirani Kareli in finski Kareli naselili drugje na Finskem. Med preseljenimi je bilo približno 38.000 obmejnih karelskih pravoslavnih kristjanov, ki so tradicionalno govorili karelsko. Ker finska vlada karelščine do nedavnega ni priznavala kot svoj jezik, večina teh Karelcev ni imela druge izbire, kot da se naučijo finščine in zdaj govorijo večinoma finsko.

## Zgodovina
Karelija in Kareli so prvič omenjeni v skandinavskih virih. V več starih sagah in kronikah sa Karelija včasih omenja kot Karjalabotn, Kirjalabotnar ali Kirjaland, kar pomeni, da so Karele in Karelijo poznali Vikingi že v 7. stoletju. Druga omemba Karelov v skandinavskih virih je Erikova kronika. Del kronike opisuje napad Karelov na takrat vidno švedsko mesto Sigtuna leta 1187 in njihovo kasnejše ropanje. Karelskih napadi  na Švedsko so v kroniki opisani kot glavni razlog za ustanovitev sedanje švedske prestolnice Stockholm.
Prva omemba Karelov v starodavnih ruskih kronikah sega v leto 1143, ko Novgorodska kronika omenja, da so Kareli napadli sosednjo Tavastijo (Häme). Starodavne ruske kronike so stare Karele omenjale kot Korjela. Do konca 13. stoletja so Kareli uživali obdobje relativne neodvisnosti in samouprave, ko so prišli v stik z Novgorodom, pa so nekateri od njih začeli posegati v  novgorodsko notranjo in zunanjo politiko. Ruske kronike omenjajo skupni napad Novgoroda in Karelov na Tavastijo leta 1191. V 13. stoletju je odnos Karelije z Novgorodom doživel pomembne spremembe, od partnerstva in zavezništva do postopne prevlade slednjega.
Leta 1227 je bil izveden poskus spreobrnitve Karelov v pravoslavje. Leta 1253 so Kareli pomagali Novgorodu v njegovih vojnah z Estonci. Leta 1269 je novgorodski knez pripravil napad na Karele, vendar je svoje načrte opustil, ker so mu svetovalci to odsvetovali. Leta 1278 se je Novgorod vojskoval proti Karelom in po pisanju v kroniki karelsko ozemlje izpostavil "meču in ognju", kar je znatno zmanjšalo karelsko vojaško moč.
Medtem ko je Novgorod neuspešno poskušal pokoriti Karele, je Švedska nad sosednjimi finskimi plemeni dosegla svoje cilje. Švedi so vdrli v karelske dežele, začeli spreobračati lokalno prebivalstvo v rimokatolištvo in si skušali zagotoviti popolno prevlado z ustanovitvijo gradov leta 1293 pri Viborgu in leta 1295 pri Kexholmu (finsko Käkisalmi, v ruskih kronikah Korjela) na mestih starodavnih karelskih naselbin. Novgorodu je uspelo odbiti švedski napad z zavzetjem in požigom gradu Kexholm. Po tem dogodku sta se Švedska in Novgorod zapletla v dolgo vojno za oblast nad Kareli in njihovim ozemljem.
Leta 1314 so se Kareli uprli pokristjanjanju. Upor se je začel z zasedbo Käkisalmija in pobijanjem tamkajšnjih kristjanov.Od tam se je upor razširil po vseh karelskih deželah, kar je zelo oslabilo novgorodski vpliv.
Leta 1323 so Kareli doživeli silovit razkol, ko sta si Švedska in Novgorod s podpisom mirovnega sporazuma razdelila njihovo ozemlje in prebivalce. Z delitvijo na zahodni švedski katoliški in vzhodni novgorodski pravoslavni del se je začel dolg proces ločevanja Karelov na dve povsem različni polovici. V kasnejših vojnah so se Kareli bojevali na obeh straneh konflikta in pogosto drug proti drugemu. Na novgorodski in kasneje ruski strani meje so se Kareli selili proti severu proti Belemu morju. Da poznega 14. stoletja so vzpostavili oblast v Beli Kareliji in prišli v konflikt z Norvežani na polotoku Kola.
V boju za oblast v regiji se je meja med Švedsko in Rusijo večkrat premaknila, večinoma v severni Kareliji in Kainuuju. Leta 1617 je zgodovina Karelov doživela pomembne spremembe, ko je Rusija Švedski skupaj z drugimi ozemlji prepustila vzhodni del Karelske ožine, Ladoško Karelijo in današnjo Severno Karelijo. To je pomenilo, da je večina Karelov spet živela v eni državi, kar pa jim ni prineslo miru. Ko je začela Švedska proces spreobračanja prebivalstva na pridobljenih ozemljih v luteranstvo, so se pravoslavni Kareli in prav tako pravoslavni sosednji Ižori uprli.
Do sredine 17. stoletja so napetosti med luteransko švedsko vlado in pravoslavnimi Kareli privedle do še enega konflikta med Švedsko in Rusijo. Od leta 1656 do 1658 so ruske oborožene sile vodile vojno na karelskih ozemljih in jih skušale ponovno zavzeti s pomočjo nekaterih lojalnih  lokalnih pravoslavnih prebivalcev, vendar sta po dveh letih spopadov obe strani obmirovali.
Mnogo Karelov, ki so do leta 1658 ostali pravoslavni, ni bilo pripravljenih ostati na Švedskem in se spreobrniti v luteranstvo, kar je sprožilo množično selitev pravoslavnih Karelov s teh območij v druge dele Rusije. Nekateri so odšli v tversko regijo in ustanovili Tver drugi del se je preselil v novgorodske regijo, tretji pa v Belo Karelijo ob Belem morju.
Velik del njihovih ozemelj je ostal nenaseljen in švedska vlada je tja preselila prebivalce Savonije. Ker so bili Savonci karelskega porekla, so na staroselce vplivali predvsem v verskem smislu, ker so bili luterani, in nekoliko v jezikovnem, etnične slike pa niso mnogo spremenili.
Naslednja sprememba se je zgodila leta 1721, ko je Rusija zmagala v veliki severni vojni proti Švedski (1700–1721), zaradi česar je bila Švedska prisiljena Rusiji prepustiti celotno Karelsko ožino in Ladoško Karelijo z zdaj večinoma luteranskim prebivalstvom. Poskusi spreobrnitve lokalnega prebivalstva v pravoslavje niso bili uspešni.
ko je Rusija v še eni rusko-švedski vojni leta 1808–1809 osvojila celotno finsko ozemlje, je bilo leta 1812 odločeno, da se Karelska ožina in Ladoška Karelija pridružita novoustanovljenemu Velikemu finskemu vojvodstvu, kar je vse zahodne Karele združilo v isto državo s Finci. Vzhodni Kareli so ostali pod rusko upravo. Na Finskem je verska razlika med vzhodnimi in zahodnimi Kareli ostala ločevalni dejavnik kljub temu, da so živeli v isti državi. 
V novoustanovljeni Velik kneževin Finski, so se njeni prebivalci trudili pravilno etnično opredeliti: nekateri za Fince, nekateri za Švede in nekateri za Karele. Sledil je proces "finizacije" Finske, v katerem je finski narod poskušali obnoviti izgubljeno finsko identiteto. Kot del tega procesa v 19. stoletju so finski folkloristi, vključno z Eliasom Lönnrotom, potovali v različne dele vzhodne Karelije, da bi zbrali folkloro in epsko poezijo. Pravoslavni Kareli v Severni Kareliji in Rusiji so zdaj veljali za tesne brate ali celo podskupino Fincev. Ideologija karelizma je navdihnila finske umetnike in raziskovalce, ki so verjeli, da so pravoslavni Kareli obdržali elemente arhaične, izvirne finske kulture, ki je na Finskem izginila. To je povzročalo številne zmede. Nekateri so trdili, da so zahodni in vzhodni Kareli različna naroda.
Ko je Finska leta 1917 pridobila neodvisnost, se je proces "finizacije" nadaljeval, da so celo vzhodni Kareli začeli veljati za del finskega naroda. Od leta 1918 do 1922 se je Finska z nekaj podpore lokalnih Karelov večkrat poskušala razširiti v vzhodno Karelijo.  Nekaj tisoč vzhodnih Karelov iz različnih delov vzhodne Karelije se je do leta 1922 preselilo na Finsko
Po zimski vojni 1939-1940 je morala Finska Sovjetski zvezi prepustiti Karelsko ožino in Ladoško Karelijo. Ker lokalno karelsko prebivalstvo ni bilo pripravljeno živeti pod sovjetsko oblastjo, je bilo čez novo finsko mejo evakuiranih več kot 400.000 prebivalcev. V nadaljevanju vojne (1941–1944) je Finska začasno obdržala večino vzhodne Karelije, ko so se finske sile umikale, pa se je več tisoč Karelov odločilo za selitev na zahod. Kareli, ki so se na Finsko preselili v 20. stoletju, so sprva obdržali svoj jezik, potem pa so sprejeli finskega. Veliko se jih je kasneje odselilo, predvsem na Švedsko, v Avstralijo in Severno Ameriko.
Kareli v ruski Republiki Kareliji, se danes hitro absorbirajo v rusko prebivalstvo. Proces se je začel pred nekaj desetletji. Od leta 1959 do 1971 je kar 30% Karelov  spremenilo svojo samoidentifikacijo v rusko.

## Jezik
Karelski jezik je zelo soroden finskemu. V karelski jezik se lahko uvrsti nekaj narečij:
- severnokarelsko narečje v severnih delih Karelske rapublike in nekaj vaseh ob ruski meji v pokrajini Kainuu,
- južnokarelsko narečje, ki se je pred drugo svetovno vojno govorilo v južnih delih Karelske rapublike, najbolj vzhodnih delih predvojne Finske in po drugi svetovni vojni v celi Finski,
  - tverska karelščina v Tverski oblasti,
- olonecka karelščina ali livvi v jugovzhodnem delu Karelske republike in pred drugo svetovno vojno v najbolj vzhodnih delih Finske.

Narečja karelskega jezika se govorijo tudi v različnih delih Finske.
Ludski jezik v najvzhodnejši Karelski republiki se zdaj šteje za samostojen jezik.

## Vera
Večina ruskih Karelov je pravoslavne vere. Nekateri še vedno prakticirajo karelski šamanizem. Pravoslavni Kareli so v svoje krščanstvo vključili tudi ljudska verovanja. Karelske zgodbe so skupaj z nekaj  finskimi zbrane v Kalevali.

## Demografija
Število Karelov v sodobnem času hitro upada zaradi številnih dejavnikov, med katerimi sta najpomembnejša nizka rodnost, značilna za regijo nasploh,  in zlasti rusifikacija zaradi prevlade ruskega jezika in kulture.
Leta 1926 so Kareli  predstavljali 37,4 % prebivalstva sovjetske Karelske republike, v katero še niso spadala ozemelja, kasneje odvzeta Finski. To pomeni, da je takrat tam živelo okoli 100.000 Karelov ob 153.967 Rusih (57,2 % prebivalstva).
Do leta 2000 se je njihovo število zmanjšalo na 65.651 ali na 65,1 % števila leta 1926. Tokrat je bilo v štetju zajeto tudi nekoč finsko ozemlje. Kareli zdaj predstavljajo le 9,2 % prebivalstva v svoji domovini.

## Opomba
1. ↑  V infopolje niso vključeni finski Kareli, ki se štejejo za podskupino Fincev